# قطعنامه ۱۶۰۴ شورای امنیت
قطعنامه  ۱۶۰۴ شورای امنیت سازمان ملل متحد که در تاریخ ۱۵ ژوئن ۲۰۰۵ تصویب شد، سندی بین‌المللی دربارهٔ بررسی وضعیت در قبرس است. این قطعنامه طی نشست ۵۲۰۲ام با ۱۵ رای موافق، ۰ مخالف و ۰ ممتنع تصویب شد.